# Стахнюк, Ян
Ян Стахню́к (пол. Jan Stachniuk), псевдоним Стоигнев (пол. Stoigniew; 13 января 1905, Ковель — 14 августа 1963, Варшава) — польский публицист. Идеолог и создатель польской националистической неоязыческой организации «Задруга» и одноимённого журнала. 

## Биография
Родился в семье железнодорожника. В 1930 году окончил Высшую школу экономики в Познани.
В 1933 году издал свою первую книгу «Коллективизм и народ» (соединяющую в себе идеи национализма и плановой экономики), а через два года «Героическое объединение народа». В ней он представил своё видение «задружного» строя, цель которого «ориентирование всех областей человеческой деятельности на развитие национальной самобытности». Был также автором книги «История без истории», ставшей «анатомией исторического упадка Польши», вину за который автор возлагал на католицизм и иезуитскую контрреформацию в Польше. Создал антисемитскую и одновременно антикапиталистическую идеологию, презирающую христианство, как «творение евреев», призывающую вернуться к жизни в традициях праславянского общества.
В 1937 году основал журнал «Задруга», который издавался в Варшаве до 1939 года, вокруг которого и образовалось одноимённое религиозно-политическое движение.
Во время войны был участником Народного Крестьянского Восстания. Стахнюк активно воевал в рядах армии во время Варшавского Восстания, проявляя отвагу (был удостоен награждён Крестом Храбрых, трижды ранен).
Написанный Стахнюком мемориал «Трагикомедия в Польской Народной Республике», пробуждающий острую критику ситуации в Польше, послужил поводом к аресту в 1949 году. В показательном процессе прокурор Бениамин Вайсблех потребовал смертной казни, однако постановлением от 9 июля 1952 года Стахнюка приговорили к пятнадцати годам тюрьмы. Высший Суд постановлением от 24 декабря 1953 года снизил срок заключения до восьми лет, а после применения амнистии — до семи. Стахнюка посадили в худшую тюрьму, где его избивали и подвергали пыткам. На свободу вышел калекою, не способным к самостоятельной жизни. Попытка эмиграции в Швецию не удалась. 14 августа 1963 года умер в санатории в Радощчи возле Варшавы. Был похоронен на кладбище в Повонзках.

## Труды
- Kolektywizm a naród (1933)
- Heroiczna wspólnota narodu (1935)
- Państwo a gospodarstwo (1939)
- Dzieje bez dziejów (1939)
- Mit słowiański (1941, издана в 2006)
- Zagadnienie totalizmu (1943)
- Człowieczeństwo i kultura (1946)
- Walka o zasady (1947)
- Wspakultura (1948)
- Droga rewolucji kulturowej w Polsce (1948, издана в 2006)
- Chrześcijaństwo a ludzkość (1949, wydane w 1997)
- Przyszłość Słowiańszczyzny — рукопись потеряна при аресте, не опубликована до сих пор